# Nagai
Nagai (jap. 長井市 Nagai-shi) – miasto w prefekturze Yamagata w Japonii (Honsiu). Ma powierzchnię 214,67 km². W 2020 r. mieszkały w nim 26 543 osoby, w 9 436 gospodarstwach domowych  (w 2010 r. 29 473 osoby, w 9 228 gospodarstwach domowych) .

## Położenie
Miasto leży w środkowej części prefektury, nad rzeką Mogami. Graniczy z miastami:
- Nan’yō

oraz kilkoma miasteczkami.

## Historia
Miasto powstało 15 listopada 1954 roku.

## Miasta partnerskie
- Stany Zjednoczone: Moses Lake